# Svjetionik Luka Slano, Donji rt
Svjetionik Luka Slano, Donji rt je svjetionik na zapadni rt na ulazu u luku Slano, sjeverni dio Koločepskog kanala.